# Toán tử div
Trong giải tích vectơ, toán tử div hay toán tử phân kỳ hay suất tiêu tán 
là một toán tử đo mức độ phát (ra) hay thu (vào) của trường vectơ tại một điểm cho trước; div
của một trường vectơ là một hàm số thực có thể âm hay dương. Ví dụ, ta xét xem không khí được hâm nóng
hay làm nguội đi. Trường vectơ trong ví dụ này là vận tốc của không khí di chuyển tại từng điểm. Nếu không 
khí được hâm nóng lên trong một vùng nào đó nó sẽ nở ra trong tất cả mọi hướng do vậy các vectơ vận tốc
sẽ chỉ hướng ra khỏi vùng đó. Do đó suất tiêu tán trong vùng đó sẽ có giá trị dương, vì vùng đó là nguồn 
phát nhiệt. Nếu như không khí lạnh đi và co lại, suất tiêu tán vùng đó sẽ có giá trị âm và vùng được gọi
là nguồn thu nhiệt. Một cách chính xác hơn, suất tiêu tán tượng trưng cho mật độ thể tích của một 
thông lượng đi ra khỏi trường vectơ từ một thể tích rất nhỏ xung quanh một điểm cho trước.

## Định nghĩa
Toán tử div áp dụng trên một trường vectơ {\displaystyle {\textbf {F}}} được định nghĩa bởi:
{\displaystyle {\rm {div}}{\textbf {F}}\equiv \nabla \cdot {\textbf {F}}\equiv \lim _{V\to 0}{\frac {\oint _{S}{\textbf {F}}\cdot d{\textbf {A}}}{V}}}.
Trong tọa độ Descartes, với trường vectơ được biểu diễn là {\displaystyle {\textbf {a}}=(a_{x},a_{y},a_{z})}, toán tử này được viết:
{\displaystyle \nabla \cdot {\textbf {a}}=\left({\frac {\partial a_{x}}{\partial x}}+{\frac {\partial a_{y}}{\partial y}}+{\frac {\partial a_{z}}{\partial z}}\right)}.